# (35718) 1999 FE34
1999 FE34 (asteroide 35718) é um asteroide da cintura principal. Possui uma excentricidade de 0.06895830 e uma inclinação de 6.30285º.
Este asteroide foi descoberto no dia 19 de março de 1999 por LINEAR em Socorro.